# Snapchat
Snapchat (Снепчат) — мультимедійний мобільний застосунок та соціальна мережа для обміну фото та відео. Створений Еваном Шпігелем, Боббі Мерфі та Реджі Брауном під час навчання в Стенфордському університеті. Підтримується компанією «Snap Inc.» (раніше — «Snapchat Inc.»).

## Історія

### Прототип
Згідно з документами та заявами, Реджі Браун передав ідею застосування знімків до Евана Шпігеля, оскільки він мав попередній досвід ведення бізнесу. Потім Браун і Шпігель залучили Боббі Мерфі, який мав досвід у програмуванні. Ці троє тісно співпрацювали протягом декількох місяців і запустили Snapchat під назвою «Picaboo» на операційній системі iOS 8 липня 2011 року. Реджі Брауна вигнали з компанії за кілька місяців після його створення.
Застосунок було перезапущено як "Snapchat" у вересні 2011 року, і команда зосередилася на зручності та технічних аспектах, а не на брендингу. Винятком було рішення зберегти талісман, розроблений Брауном, «Ghostface Chillah», названий на честь Ghostface Killah з хіп-хоп гурту Wu-Tang Clan.
8 травня 2012 року Реджі Браун надіслав електронне повідомлення Еванові Шпігелю, під час їхнього старшого курсу в Стенфорді, у якому він запропонував повторно обговорити свою справедливу частку щодо власності на компанію. Юристи Snapchat у відповідь наполягали на тому, що він ніколи не мав творчого зв'язку з продуктом. Адвокати, також, звинуватили Брауна у вчиненні шахрайства проти Шпігеля та Мерфі, помилково заявляючи, що він є винахідником продукції. Від імені своїх клієнтів юридична фірма дійшла висновку, що Реджі Браун не зробив жодних внесків, і тому не мав право на частку бізнесу. У вересні 2014 року Браун розрахувався зі Шпігелем і Мерфі за 157,5 мільйона доларів і був зарахований до числа оригінальних авторів Snapchat.
У своєму першому дописі в блозі від 9 травня 2012 року генеральний директор Еван Шпігель описав місію компанії: «Snapchat — це не для того, щоб просто зафіксувати момент, як на плівку Kodak. Він створений, аби висвітлювати увесь спектр людських емоцій у комунікації, а не лише найкращі сторони». Він представив Snapchat як рішення проблем закоренілих соціальних мереж, як-от завчасне редагування фотографій у Facebook невдовзі перед співбесідами та ретуш фотографій перед їхньою публікацією.

## Бізнес і мультимедіа

### Монетизація
Функції Snapchat уособлюють обдуману стратегію монетизації.
Snapchat оголосив про свої майбутні рекламні плани 17 жовтня 2014 року, коли визнав свою потребу в потоці доходів. Компанія заявила, що хоче оцінити, «чи зможемо ми запропонувати досвід, який буде веселим та інформативним, таким, якою була реклама раніше, перш ніж вона стала моторошною та націленою». Перша платна реклама Snapchat у вигляді 20-секундного трейлеру фільму жахів Ouija була показана користувачам 19 жовтня 2014 року.
У січні 2015 року Snapchat почав робити перехід від фокусування на зростанні монетизації. Компанія запустила свою функцію «Відкрий», яка дозволяла платну рекламу, представляючи короткоформатний вміст від видавців. Серед його початкових партнерів були CNN, Comedy Central, ESPN та Food Network. У червні 2015 року Snapchat оголосив, що дасть змогу рекламодавцям придбати спонсорські геофільтри. Першим замовником пропозиції був McDonald's, який заплатив за фірмовий геофільтр, що покривав місця розташування ресторанів у Сполучених Штатах. Snapchat зробив поштовх для отримання доходу від реклами завдяки своїй функції «Живі історії» в 2015 році, після її первинного запуску в 2014 році. Розміщення оголошень можна робити в режимі реального часу. За оцінюваннями, в реальному часі історії за 24 години охоплюють у середньому 20 мільйонів глядачів.